# ミネシメジ
ミネシメジ（峰湿地、学名: Tricholoma saponaceum var. squamosum）は秋に子実体を発生させるキシメジ科キシメジ属に属するキノコ（菌類）。子実体は白色～褐色である。

## 分布
北半球暖温帯以北の針葉樹林及び広葉樹林と針葉樹林の混交林の地上。

## 形態
傘径は4 - 7センチメートル (cm) 。傘は最初饅頭型で、そのあと中高扁平型になる。傘の表は、オリーブ色、灰白色、黄色、暗緑色、緑灰色、褐色などさまざまある。粘性がなく、平滑または、傘の中央に煤のような灰色の小鱗片がある。傘の裏のヒダは、白色から淡黄色で、赤っぽいしみができ、やや疎で、柄に湾生する。胞子は5 - 6.5 × 2.5 - 4.5マイクロメートル (μm) で、楕円形。
柄の高さは3 - 8 cm。柄の表皮の色は白色、オリーブ色、黄白色で、平滑または傘同様の鱗片。
肉は白色で傷つけるとゆっくりと赤みをおびる。無味またはやや苦く、青臭い。石鹸臭に似た独特の臭いを持つ。
ヨーロッパには黒緑色で傘と柄に暗色の鱗弁を持つものがある。

## 生態
秋、モミ林やアカマツ林などの針葉樹林及び広葉樹林と針葉樹林の混交林の地上に、群生から散生する。菌根菌。

## 名称
地方名には「みどりしめじ」、「もえぎしめじ」、「あおしめじ」、「あおもだし」などがある。

## 利用
生食は有毒である。サポナセオライド類という細胞毒があり、嘔吐、下痢などの胃腸系の中毒を起こす。
癖のある臭いがあるため、ごま油、オリーブ油で炒め、醤油や味噌で味付けするとよい。和え物、煮込み、雑炊、鍋物、佃煮、ピクルス、マリネ、煮込み、あんかけにすると合う。